# Мужская сборная Катара по баскетболу
Мужская сборная Катара по баскетболу — национальная баскетбольная команда, представляющая Катар на международной баскетбольной арене. Управляется Федерацией баскетбола Катара. Сборная является двукратным бронзовым призёром чемпионатов Азии и одной из сильнейших среди арабских команд.

## История
С 50-х годов XX века в спортивных школах активно начал культивироваться баскетбол. В 1977 году национальная сборная Катара была принята в систему ФИБА.

## Результаты
| не участвовала - 2006 — 21-е место - 1991 — 16-е место - 2001 — 5-е место - 2003 — 3-е место - 2005 — 3-е место - 2007 — 7-е место - 2009 — 6-е место - 2011 — 16-е место - 2013 — 6-е место - 2015 — 7-е место - 2017 — 13-е место | - 1978 — 14-е место - 2002 — 9-е место - 2006 — 2-е место - 2010 — 5-е место - 2014 — 6-е место - 2018 — 9-е место - 1974—1997 — ? - 1999 — 3-е место - 2000—2005 — ? - 2007 — 5-е место - 2010 — ? - 2011 — 1-е место - 2015 — ? - 1953—2004 — ? - 2007 — 3-е место - 2011 — 1-е место |